# Цеглинський Роман
Рома́н Цегли́нський (1 квітня 1859, Калуш — вересень 1914, Тернопіль) — український галицький педагог і освітній діяч. Брат Григорія Цеглинського.

## Життєпис
Народився в Калуші 1 квітня 1859 року. 2 жовтня 1886 року почав працювати учителем. Екзамен за фахом склав 22 червня 1889 року. Іменований дійсним вчителем 29 жовтня 1889 року. 26 травня 1900 року отримав VIII ранг за фахом.
Класичний філолог, учитель Академічної гімназії у Львові (з 1887 року), учитель грецької мови і управитель української гімназії в Тернополі (з 1913 року) в період відпустки директора Омеляна Савицького.
Мав почесне звання «Радник митрополичої консисторії». Шкільний радник. Радник греко-католицького єпископа у Філадельфії.
Загинув трагічно під час російської окупації Тернополя у вересні 1914 року.

## Доробок
Автор шкільних підручників латинської і грецької мов.